# Zemský okres Günzburg
Zemský okres Günzburg (německy Landkreis Günzburg) je okres v německé spolkové zemi Bavorsko, ve vládním obvodě Švábsko. Sídlem okresu je město Günzburg. Okres leží na jihozápadě Bavorska a sousedí se spolkovou zemí Bádensko-Württembersko.

## Města a obce
| Města | Obce |
| --- | --- |
| 1. Burgau 2. Günzburg 3. Ichenhausen 4. Krumbach 5. Leipheim 6. Thannhausen Obce s tržním právem (Markt) 1. Burtenbach 2. Jettingen-Scheppach 3. Münsterhausen 4. Neuburg an der Kammel 5. Offingen 6. Waldstetten 7. Ziemetshausen | 1. Aichen 2. Aletshausen 3. Balzhausen 4. Bibertal 5. Breitenthal 6. Bubesheim 7. Deisenhausen 8. Dürrlauingen 9. Ebershausen 10. Ellzee 11. Gundremmingen 12. Haldenwang 13. Kammeltal 14. Kötz 15. Landensberg 16. Rettenbach 17. Röfingen 18. Ursberg 19. Waltenhausen 20. Wiesenbach 21. Winterbach |

## Sousední okresy
| Růžice kompasu | Heidenheim Alba-Dunaj | Dillingen an der Donau |          | Růžice kompasu |
| Růžice kompasu | Neu-Ulm               | Sever                  | Augsburg | Růžice kompasu |
| Růžice kompasu | Neu-Ulm               | Zemský okres Günzburg  | Augsburg | Růžice kompasu |
| Růžice kompasu | Neu-Ulm               | Jih                    | Augsburg | Růžice kompasu |
| Růžice kompasu | Unterallgäu           |                        |          | Růžice kompasu |